# Maxmilián Mencl
Maxmilián Mencl (19. červen 1888 České Budějovice – 8. leden 1945 Malá pevnost Terezín) byl český právník, vrchní právní rada na českobudějovickém městském úřadě (v letech 1920–1944) a odbojář popravený nacisty. Jeho syn Vladimír Mencl se stal malířem a klavírním virtuosem.

## Životopis
Maxmilián Mencl se narodil 19. června 1888 v Českých Budějovicích. Jeho otec Maxmilián stál u rozvoje průmyslu ve městě, zároveň působil jako profesor na Jirsíkově gymnasiu. Na škole později vyučoval i jeho syn Vladimír.[zdroj?]
Studoval na Právnické fakultě Univerzity Karlovy v Praze, kterou úspěšně absolvoval v dubnu 1915 u profesora Augusta Miřičky.
Jeho manželka Anežka Fenclová pocházela z Hrdějovic. Měli spolu dvě děti – syna Vladimíra a o dva roky mladší dceru Naděždu.

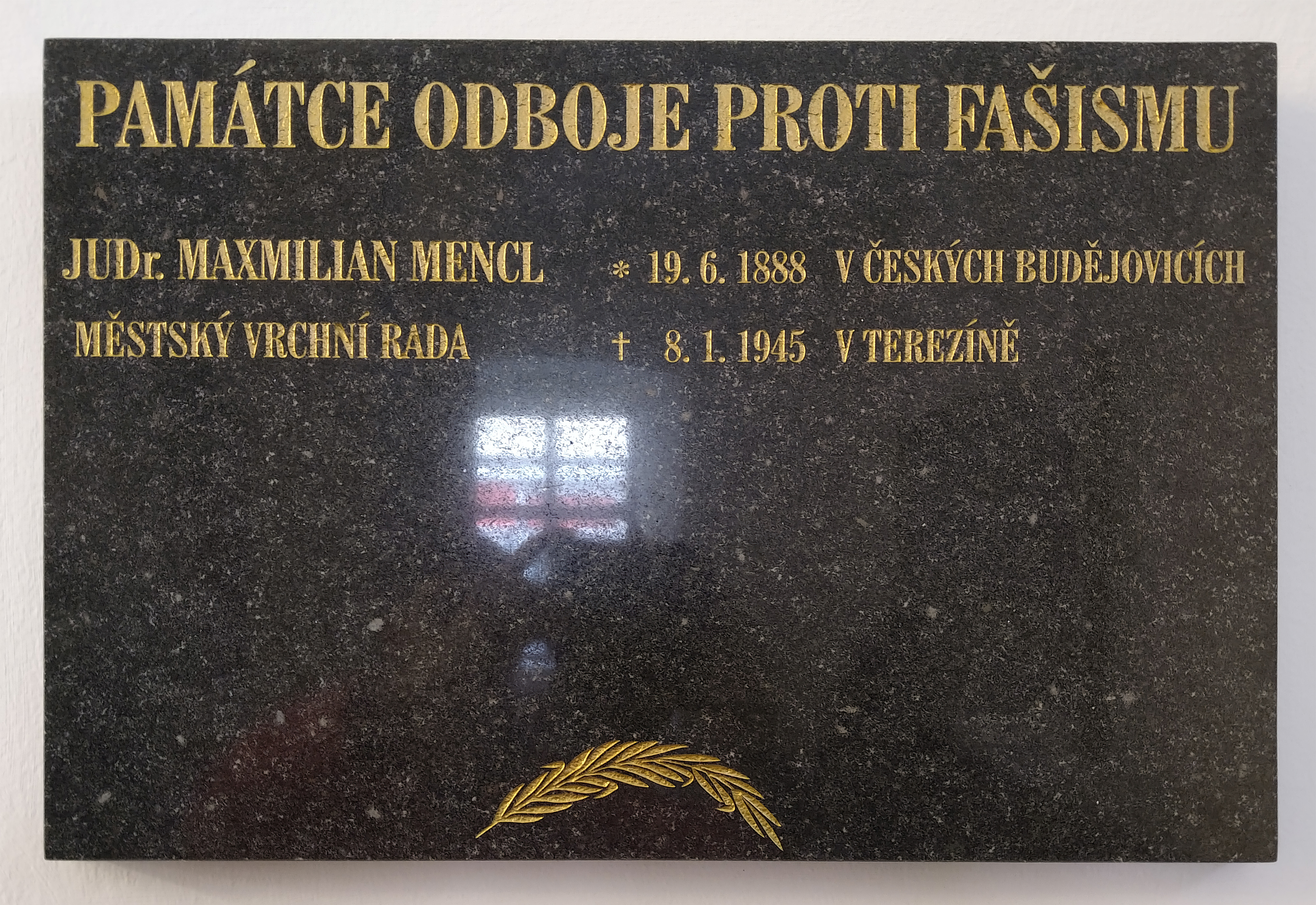
Pamětní deska za vchodem českobudějovické radnice

V letech 1920 až 1944 byl vrchním právním radou na českobudějovickém městském úřadě. V srpnu 1944 byl za účast v národním odboji zatčen gestapem, deportován do Malé pevnosti v Terezíně, kde byl mučen. Maxmilián Mencl zemřel 8. ledna 1945 ve věku 56 let. Jeho památku připomíná pamětní deska v českobudějovické radnici.
Tehdejší prezident československé republiky Edvard Beneš jej v roce 1946 posmrtně vyznamenal Československým válečným křížem 1939.[zdroj?]